# Josiane Grunewald
Josiane Grunewald Marangon (Santa Rosa, 29 de junho de 1972) é uma ex-voleibolista indoor e de praia brasileira, que atuou nas posições Central, Ponta, Oposto, Líbero, quando defendeu clubes  brasileiros em competições nacionais e internacionais e integrou as categorias de base da Seleção Brasileira, sendo medalhista de prata no Campeonato Mundial Infanto-Juvenil de 1989 no Brasil e mesmo resultado obtido no Campeonato Mundial Juvenil  de 1991 na República Tcheca.Em clubes possui três medalhas de ouro no Campeonato Sul-Americano de Clubes, nos anos de 1996, 1998, 2000, no Peru, na Colômbia e no Brasil,respectivamente,também é medalhista de ouro no Campeonato Mundial de Clubes em 1994 no Brasil.

## Carreira
Gaúcha de nascimento, porém viveu muitos anos em Campo Grande, no Estado do Mato Grosso do Sul, interessou-se pela prática esportiva, especialmente pelo voleibol  no Colégio  MACE onde foi revelada, também atuou pelo Roberto Som EC.
Mudou-se para Santo André onde estudou no Colégio Dom Bosco e Colégio Objetivo concluindo em 1985 e atuou pela equipe da Pirelli.Resolve migrar para a cidade de São Paulo em 1988 e em 1989 se forma em Educação Física  pela FEC em São Caetano do Sul.
Em 1989 foi convocada para  categoria infanto-juvenil da Seleção Brasileira e disputou a edição do Campeonato Mundial Infanto-Juvenil, sediado Curitiba, no Brasil, jogou ao lado das contemporâneas Hilma Caldeira e Kátia Lopes, ocasião que perderam o título para a representação russa.
No ano de 1991 estava na Seleção Brasileira Juvenil que disputou o Campeonato Mundial Juvenil realizado em Brno, na época pertencia a extinta Checoslováquia, tinha como companheiras de equipe:Hilma Caldeira, Andréia Marras, Andréa Teixeira, Leila Barros e Karin Rodrigues, novamente perdendo a final para as russas.Jogou pela Nossa Caixa/Blue Life/Recra, alcançou em 1991 o ouro nos Jogos Abertos do Interior, também foi bicampeã do Campeonato Paulista nos anos de 1991 e 1992.
Foi contratada em 1993 para o elenco do Leite Moça/Sorocaba e dos Jogos Abertos do Interior no mesmo ano e atuou pelo mesmo clube, que a alcunha Nossa Caixa/Recra na temporada 1993-94, sagrando-se campeã dada Liga Nacional 1993-94.
Reforçou a equipe do Leite Moça/Sorocaba em 1994 e disputou a edição do Campeonato Mundial de Clubes, sediado em São Paulo, no Brasil,  sagrando-se medalhista de ouro.
Ainda pelo Leite Moça/Sorocaba foi vice-campeã do Campeonato Paulista de 1994 e por esta equipe  disputou a primeira edição da Superliga Brasileira A referente a jornada 1994-95 sagrando-se campeã.
Em 1995 foi convocada para Seleção Brasileira.Renovou com o mesmo clube e sagrou-se novamente campeã do Campeonato Paulista de 1995 e da Copa Internacional e o bicampeonato da Superliga Brasileira A correspondente a temporada 1995-96.
Reforçou a equipe do Sollo/Tietê apenas para a disputa do Campeonato Sul-Americano de Clubes de 1996 em Lima-Peru, ocasião que conquistou a medalha de ouro.Despertou o interesse da equipe do BCN/Osasco na temporada seguinte e por este conquistou o título do Campeonato Paulista de 1996 e alcançou o bronze na Superliga Brasileira A 1996-97.
Ela retornou a equipe do Leites Nestlé no ano de 1997, sendo neste ano vice-campeã do Campeonato Paulista, campeã da Copa Sul de 1997 em Valinhos e vice-campeã da Superliga Brasileira A 1997-98.Disputou a edição do Campeonato Sul-Americano de Clubes de 1998 em Medellín e conquistou  a medalha de ouro, na última rodada classificatória ela se destacou como Melhor Bloqueadora
Ainda pelo Leites Nestlé foi campeã dos Jogos Abertos do Interior e também dos Jogos Regionais.Também alcançou o título do Campeonato Paulista de 1998 e foi bicampeã da consecutivo da Copa Sul em Brusque  e alcançou o bronze na Superliga Brasileira A 1998-99.
Contratada na temporada 1999-00 para a posição de Líbero, ocasião que foi atleta do
MRV/Minas, o time mineiro fez uma parceria com o Ituano Futebol Clube, resultando na alcunha MRV/Ituano, disputou através desta parceria a edição do Campeonato Paulista de 1999 conquistando o bronze,e sagrou-se vice-campeã da Superliga Brasileira A correspondente e foi eleita a Melhor Líbero da edição.
Disputou pelo MRV/Minas a Liga Sul-Americana de Clubes Campeões de 2000, Copa Bradesco Saúde,  torneio disputado em Joinville, em substituição ao Campeonato Sul-Americano de Clubes ocasião que conquistou o título eleita a Melhor Passadora da edição.
Transferiu-se para o Flamengo que montou uma forte equipe para as disputas do período 2000-01, atuou como Líbero,  e por este clube foi vice-campeã do Campeonato Carioca de 2000, vice-campeã da Supercopa dos Campeões em Uberlândia e obteve o inédito título para seu clube da Superliga Brasileira A referente a tal jornada, marcando sua última atuação por clubes da elite do voleibol nacional.
No ano 2008 disputou os Jogos Regionais pela equipe de PM de Itatiba na categoria livre primeira divisão, quando ajudou sua equipe a derrotar com rapidez a representação da cidade de São Roque, e era a capitã do time,alcançando o ouro e somado a este resultou o tetracampeonato nos anos de 2009, 2010 e 2012; conquistando o bicampeonato por esta equipe da Copa Itatiba de 2008.
Em outubro de 2009 esteve em Campo Grande e ajudou a equipe da Unaes Anhanguera a conquistar o título na modalidade feminina da Copa Cidade de Campo Grande de Voleibol.E neste mesmo ano participou do IV  'Curso de Formação de Árbitros de Voleibol da Liga de Voleibol de Sorocaba e Região', sendo aprovada ao final deste.No ano de 2010 estava na equipe convocada pela  Fundesporte/MS e disputou os Jabs, realizado em Cuiabá–Mato Grosso.
Em novembro de 2011 disputou as finais da XIX Copa Regional pela equipe da Hípica Campinas, chegando a primeira  partida dos playoffs  no Ginásio do Taquaral e por 3 sets a 0 (25-16, 25-22 e 25-14). derrotando a representação da cidade de Americana;já na segunda partida tiveram dificuldade para vencer, mas sagraram-se campeãs vencendo por 3 sets a 2 (25-20, 18-25, 25-20, 17-25 e 10-15).
Paralelamente a função de atleta, árbitra, professora, Josiane escreve uma coluna sobre voleibol para o 'Esportivo Regional'.Josiane também é professora de Educação Física e dá aulas de voleibol em Sorocaba e região.Outra curiosidade de sua carreira é que também competiu no vôlei de praia e no ano de 2011 disputou competições no vôlei de praia ao lado de Miriam Jacinta Volkweis, ex-companheira do indoor, conquistando o vice-campeonato da Copa Itatiba e o bronze nos Jogos Regionais. Isto representando a Votorantim/SP.No ano de 2013 ao lado de Miriam Volkweis conquistou o ouro nos Jogos Regionais sem perder nenhum set.
Josiane volta atuar como atacante pela Livo/PMI/Unimed na XIV Copa Regional de 2012 conquistando o título e eleita a Melhor Jogadorara.Pela equipe de Sorocaba/SP  disputou os quinquagésima sexta edição dos Jogos Regionais  em Avaré de 2012, comandadas pelo técnico Clóvis Antônio Granado e no mesmo ano foi escalada para arbitragem nos XVI Jogos Regionais do Idoso  Jori Tatui.Atualmente vive em Sorocaba, ao lado do seu marido  Marcel Marangon e com seu filho  Henrique e trabalha desde de 2008 é professora de voleibol do Ipanema Clube em Sorocaba.
Em 2014 organizou um torneio de voleibol em ambas modalidades em comemoração dos 53 anos do Ipanema Clube.

## Títulos e resultados
- Copa Bradesco Saúde: 2000[6][30]
- Supercopa de Clubes Campeões:2000[34]
- Superliga Brasileira A:1994-95[6], 1995-96[6],1997-98[9], 2000-01[6]
- Superliga Brasileira A:1999-00[6][9]
- Superliga Brasileira A:1996-97[18], 1998-99
- Jogos Regionais de São Paulo:1990,1992,1995,1997,1998,2008[37],2009[37],2010[37],2012[37] e 2013[43]
- Jogos Regionais de São Paulo:2011[43]
- Jogos Abertos do Interior de São Paulo:1991[6], 1993[6] e 1998[6]
- Campeonato Paulista:1991[6], 1992[6], 1993[6], 1995[6], 1996[6], 1998[6][22]
- Campeonato Paulista:1994[12][13]
- Campeonato Paulista:1999[26]
- Campeonato Carioca:2000 [33]
- Copa Internacional:1995[16]
- Copa Regional:2011[43]
- Copa Itatiba:2008[38],2009[38],2012[45]
- Copa Itatiba:2011[42][43]
- Liga de Voleibol de Sorocaba e Região de Voleibol:2009
- Copa Cidade de Campo Grande:2009[3]

## Premiações individuais
- Melhor Líbero da Superliga Brasileira A 1999-00[28]
- Melhor Passadora do Campeonato Sul-Americano de Clubes de 2000[15]
- Melhor Defensora do Campeonato Carioca de 2000
- MVP da Liga de Voleibol de Sorocaba de 2009
- MVP da Copa Itatiba de 2012[45]
- MVP da Copa Itatiba de 2009
- MVP da Copa Itatiba de 2008